# Mieczysław Guranowski
Mieczysław Jan Guranowski (ur. 11 marca 1883 w Warszawie, zm. 10 października 1952 tamże) – polski pisarz okresu Młodej Polski i dwudziestolecia międzywojennego, dziennikarz.

## Życiorys
Urodził się 11 marca 1883 w Warszawie, w rodzinie Juliana (1860–1922), agenta handlowego, matka pochodziła z kupieckiej rodziny Goldbergów. Ukończył V Gimnazjum w Warszawie. W latach 1904–1906 mieszkał w Łodzi i przez cały ten okres współpracował z „Gońcem Łódzkim”, gdzie zamieszczał m.in. recenzje teatralne. Od 1906 (od momentu założenia pisma) był redaktorem „Gońca Częstochowskiego” Franciszka Dionizego Wilkoszewskiego. W 1916 objął wraz z ks. prałatem Hipolitem Skimborowiczem zarząd drukarni d. okręgu naukowego warszawskiego, później w latach 1917–1939 był dyrektorem Drukarni Państwowej w Warszawie. 
Był autorem wielu opowiadań, utworów poetyckich i felietonów. Działalność literacką rozpoczął od r. 1900, w r. 1902 wystawił jednoaktówkę „Pierwsza łza”, pracę pt. „Ojcowizna” odznaczoną na konkursie „Gazety świątecznej” (1901), za jednoaktówkę „Pazik” na konkursie „Wędrowca” (1904). w r. 1907 wystawił baśń dramat. „Tomko rozbójnik, w r. 1915 szkic dramat. „Imieniny aktorki”. Wydał nadto szereg powieści i nowel („Za kulisami”, „Prowincja” 1914, „Padyszach” 1919, „Sirat” 1928), zbiorów nowel („Modelka” 1913, „Ofiara krwi”, „Nina”, „Kobiety biblijne”, utwory dramatyczne („Bój o słońce” 1916, „Madonna z Mantui” 1923). Wydał również tomik poezji „Morze cudowne morze”.
Z autorem polemizowała m.in. Zofia Starowieyska-Morstinowa na łamach Przeglądu Powszechnego. Tadeusz Boy-Żeleński doceniał utwory Guranowskiego w „Ku czemu Polska idzie...”.
Od 26 czerwca 1904 był mężem Kazimiery z Rotterów (1885–1958), z którą miał dwóch synów: Zbigniewa (1905–1968) i Lecha (1920–1960).
Zmarł 10 października 1952 w Warszawie. Pochowany na cmentarzu Powązkowskim (kwatera Y-3-11).

## Ordery i odznaczenia
- Złoty Krzyż Zasługi (29 kwietnia 1925)[5]